# Czarnotrzew
Czarnotrzew – wieś sołecka w Polsce położona w województwie mazowieckim, w powiecie ostrołęckim, w gminie Baranowo.
Wierni Kościoła rzymskokatolickiego należą do parafii Świętego Bartłomieja Apostoła w Baranowie.

## Historia
W XIX w. wieś należała do gminy Dylewo i parafii Baranowo. W 1827 r. było tu 23 domy i 143 mieszkańców a w 1880 – 31 domów i 237 mieszkańców. Wieś zajmowała obszar 936 mórg.
W latach 1921–1939 wieś leżała w województwie białostockim, w powiecie ostrołęckim, w gminie Dylewo, a od 1931 w gminie Kadzidło.
Według Powszechnego Spisu Ludności z 1921 roku wieś zamieszkiwało 357 osób w 54 budynkach mieszkalnych. Miejscowość należała do parafii rzymskokatolickiej w m. Kadzidło. Podlegała pod Sąd Grodzki w Myszyńcu i Okręgowy w Łomży; właściwy urząd pocztowy mieścił się w m. Kadzidło.
W wyniku agresji niemieckiej we wrześniu 1939 wieś znalazła się pod okupacją niemiecką. Od 1939 do wyzwolenia w 1945 włączona w skład Landkreis Scharfenwiese, rejencji ciechanowskiej Prus Wschodnich III Rzeszy.
W latach 1975–1998 miejscowość administracyjnie należała do województwa ostrołęckiego.